# Rio Deva (Pontevedra)
O Rio Deva é um rio da província de Pontevedra, Galiza, Espanha. É afluente do Rio Minho, pela sua margem direita, com todo o seu percurso na província de Pontevedra.
O Rio Deva nasce a uma altitude de 800 m no local denominado Teso de Deva, no município de La Cañiza, marcando uma direção do curso N-S. Percorre um total de 21 km, antes de desaguar no Rio Minho, no município de Arbo. A sua bacia possui cerca de 92,3 km². A vazão média é de 3,70 m³ / s.
Algumas teorias apontam para uma origem celta para este nome, possivelmente da mesma origem da palavra deus (indo-europeu * deiwos), que significa "sagrado" ou "divino". O nome repete-se na Galiza, no rio Deva, na província de Ourense. Existem outros Devas, o rio Deva entre as Astúrias e Cantábria, e na província de Guipúzcoa o rio Deva. Na Gália, o antigo Devona ou o Devon britânico.

## Regime de água
É um rio com regime de chuvas, já que a precipitação média da sua bacia é calculada em 1.608 mm por ano.